# 荔枝老樹公園
荔枝老樹公園，位於臺灣台中市北屯區三光里，佔地5,400平方公尺，原為中國廣播公司北屯機房，種植荔枝等果樹，2018年計畫作社會住宅時受到護樹團體與居民反對而改作公園。

## 樹木狀況

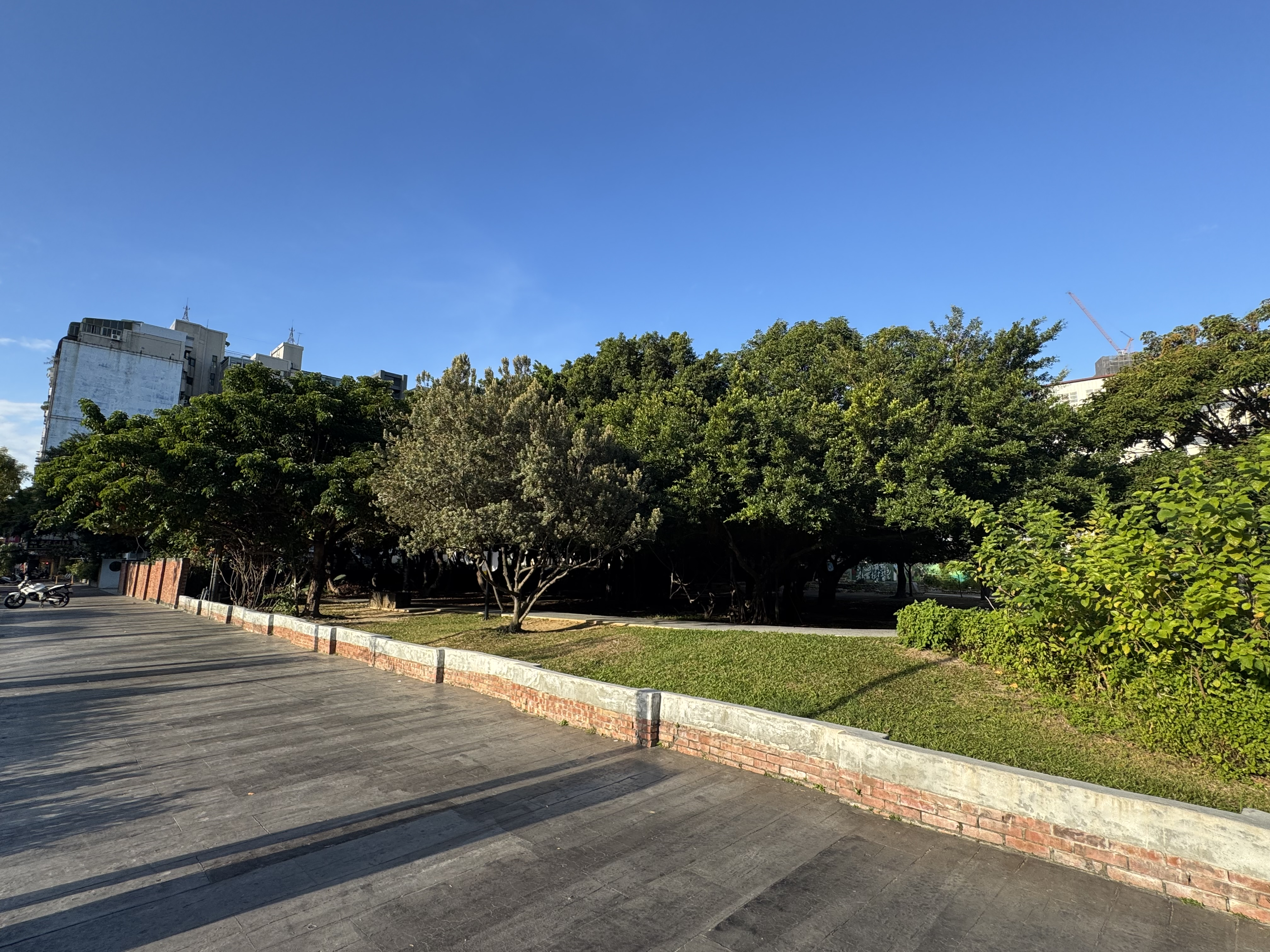
荔枝樹群

北屯區東山段91、92及96地號土地，原先作為台中放送局北屯機室。具中廣公司資深員工回憶，當初接收此地就種有上百棵果樹。1950年代，時任記者的余如季來北屯路與東山路交叉口採訪時，就見此地的荔枝。至2018年台灣護樹協會調查，共有88棵樹，以平均樹圍156公分的47棵荔枝樹為主，其次為平均樹圍145公分的4棵芒果樹、還有樹圍460公分的榕樹、樹圍388公分的蓮霧、樹圍252公分的九芎、樹圍145公分的芭樂、樹圍48公分的檸檬。

## 護樹運動

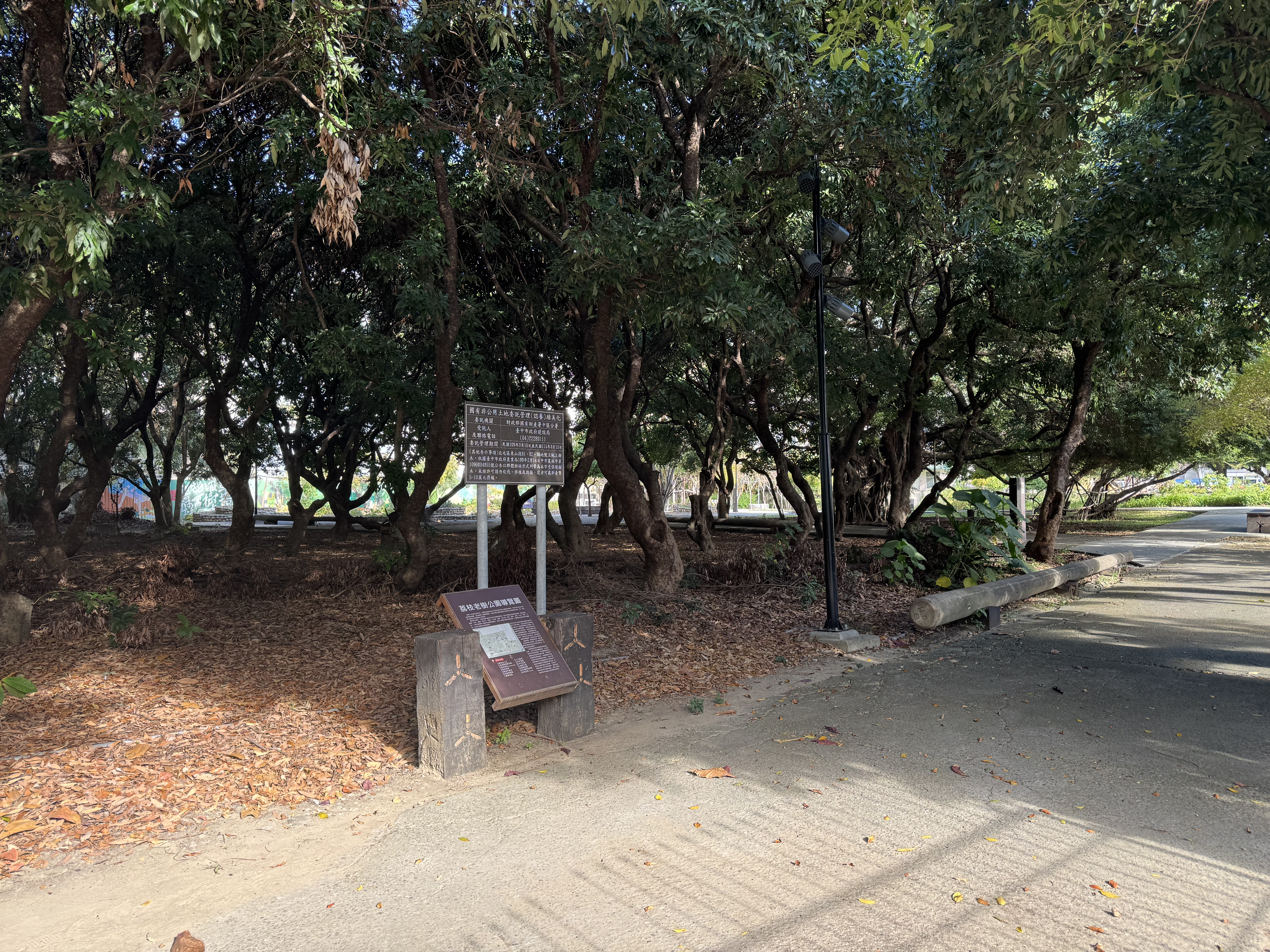
公園步道

1995年左右，中廣遷出後，綠地就此閒置。生態學家楊國禎觀察，此處因長期荒廢，已演化成為非常自然的森林生態系狀況，值得在都市中留下。2018年時，該地地價已達1坪新台幣110萬元起。
林佳龍市長任內，台中市政府訂出「8年1萬戶」的社會住宅政策至2018年進入大量興建期。中廣舊地靠近四維國小站、西側是北屯兒童公園。台中市政府都發局見此地交通方便，於是計畫以租用方式興建社會住宅。台中市住宅處就委由開務聯合建築師事務所規劃1到3房型、共331戶的社會住宅。依照「臺中市樹木保護自治條例」，該處只有22棵樹達到原處保留的標準。
2018年5月16日，台灣護樹協會執行長林裕翔、大地心環境協會會長徐坤賜與當地里民、環保人士近百人來此表達停止移樹的訴求，打起「搶救北屯小肺！」等口號，並以過去保留後壠仔茄苳公為例。6月4日，都發局長王俊傑在市政會議專案報告台中市社會住宅政策時表示，北屯區東山段社會住宅等將自6月至10月陸續動工，預定2021年完工。6月7日，市議會上，市議員謝明源、邱素貞、翁美春等質疑在此興建高密度的社會住宅，會影響居住品質。9月1日，大地心環境關懷協會執行長徐宛鈴發起，三光里長林瑞芳等當地居民以「搶救百年荔枝森林」為口號訴求，在此舉行親子同樂會。

## 改作公園

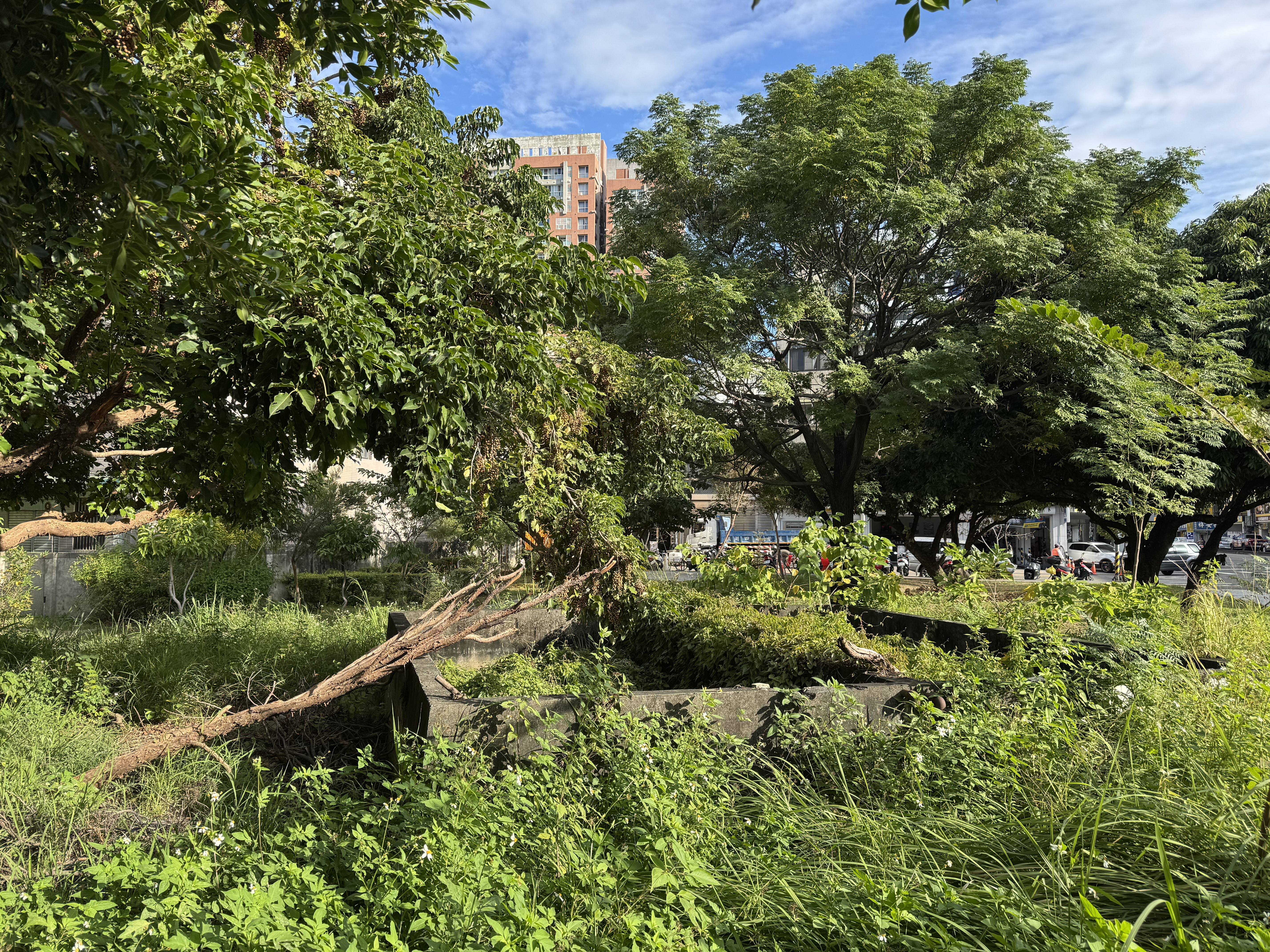
北屯機房冷卻池遺址

盧秀燕上任台中市長後，2019年5月10日，市政府住宅處於北屯區公所舉開座談會，將評估方案呈送府內核示。27日，市府決定以易地興建，次月28日終止地租賃關係。之後市府以新台幣909萬元改作為5400平方公尺的公園。
2021年11月10日動工時，市長盧秀燕、財政部國有財產署中區分署長趙子賢、建設局長陳大田、地政局長吳存金、新建工程處長陳聰仁、農業局長蔡精強、北屯區長歐陽明、民政局長吳世瑋、市議員黃健豪、沈佑蓮、陳成添，以及立委莊競程團隊、市議員謝明源團隊及多位當地里長參加。2022年6月11日，由市長盧秀燕以「台中市荔枝老樹公園」之名主持啟用。

## 外部連結
- 搶救百年荔枝森林臉書的Facebook專頁